# Cerithiopsis diomedeae
Cerithiopsis diomedeae är en snäckart som beskrevs av Bartsch 1911. Cerithiopsis diomedeae ingår i släktet Cerithiopsis och familjen Cerithiopsidae. Inga underarter finns listade i Catalogue of Life.